# Love (Saskatchewan)
Love es un pueblo canadiense situado en la provincia de Saskatchewan.

## Superficie
Love tiene una superficie de 0,4 km².

## Demografía
En 2021, tenía 50 habitantes, una densidad poblacional de 124,8 hab./km², y 35 viviendas.